# راسيل جيري كورك
راسيل جيري كورك (بالإنجليزية: Russell Gerry Crook)‏ هو نحات أمريكي، ولد في 1869 في لينكولن في الولايات المتحدة، وتوفي في 1955.
1. ↑   http://www.medalartists.com/crook-russell-gerry.html. {{استشهاد ويب}}: |url= بحاجة لعنوان (مساعدة) والوسيط |title= غير موجود أو فارغ (من ويكي بيانات) (مساعدة)
2. ↑   https://www.jmwgallery.com/russell-crook-pottery-marks. {{استشهاد ويب}}: |url= بحاجة لعنوان (مساعدة) والوسيط |title= غير موجود أو فارغ (من ويكي بيانات) (مساعدة)